# Mandinga
Mandinga ist eine rumänische Latin-Pop-Band, die seit 2002 besteht.

## Werdegang
Die Gruppe aus Bukarest mixt Lateinamerikanische Musik mit Dance- und Pop-Elementen und veröffentlichte in Rumänien schon diverse Alben. Bis Ende 2005 war Elena Gheorghe Sängerin und Frontfrau des Projekts, nach deren Ausstieg wurde Elena „Helen“ Ionescu verpflichtet.
Die Gruppe gewann mit dem Titel Zaleilah die Selecția Națională, den nationalen Vorentscheid 2012, und durfte daher beim Eurovision Song Contest 2012 in Baku für Rumänien beim ersten Halbfinale antreten. Nach Auswertung des Televotings qualifizierte sich die Gruppe für das vier Tage später stattfindende Finale. Dort erreichten sie den zwölften Platz. Die Single wurde am 21. Mai 2012 veröffentlicht und stieg Anfang Juni in die deutschen, österreichischen und schwedischen Charts ein.

## Diskografie
Alben
- 2003: ...de corazón
- 2005: Soarele meu
- 2006: Gozalo
- 2008: Donde
- 2012: Club de Mandinga